# Lycos iQ
Lycos iQ était un site communautaire de questions-réponses et de débats. La version française lancée par la société Lycos en février 2006 s'est éteinte le 25 février 2009. La première version, allemande, a été lancée en décembre 2005.

## Principe
Le site se composait de deux parties : Questions aux experts et Pour ou contre.

### Questions aux experts
Lycos iQ était un « moteur de recherche humain », c'est-à-dire que les réponses n'étaient pas une liste de liens telle que fournie par un moteur de recherche, mais une réponse élaborée écrite par un membre du site.
Tout le monde pouvait poser une question à partir de l'interface du site. La question était alors ouverte pour une durée de sept jours, et les membres actifs du site, appelés experts, se chargeaient de trouver une réponse. À l'issue de ce délai de sept jours, l'auteur de la question était invité à évaluer les réponses selon l'intérêt qu'il y avait trouvé. À défaut d'évaluation de l'auteur à l'issue d'un délai de sept jours, la question était évaluée en fonction des votes de la communauté.
Pour faciliter les recherches futures, l'auteur de la question entrait des mots-clés correspondant à sa recherche. Un moteur de recherche interne au site permet de retrouver les questions en fonction d'un mot-clé.
Les membres du site gagnaient des Points iQ en répondant aux questions, si leurs réponses sont jugées pertinentes. Le nombre de points d'un expert qui répond à une question permettait de se faire une idée de l'ancienneté et de la pertinence des réponses apportées par celui-ci. Mis à part certaines questions techniquement pointues, la quasi-totalité des questions posées ont reçu une réponse pertinente.
Une équipe de modérateurs, professionnels et bénévoles, veillait à ce que les questions posées soient conformes au but du site : des questions, et désactivait les contenus autres tels les liens commerciaux ou les devinettes.
Durant les trois années de vie du site, 96 912 questions ont été posées, et un peu plus de 300 000 réponses ont été apportées.

### Pour ou contre
Lancé officiellement le 7 janvier 2008, Pour ou Contre permettait de lancer des débats d'une durée de 48 heures, auxquels les membres du site pouvaient répondre avec leurs arguments dans deux colonnes Pour et Contre.
Les membres du site pouvaient également voter pour les arguments Pour ou Contre. Le côté ayant reçu le plus de votes « gagnait » le débat.

## Langues
Lycos iQ était disponible en français, anglais, danois, suédois et néerlandais. Les plateformes n'étaient pas interfacées.
Lycos iQ reste disponible en allemand.

## Partenaires
Depuis septembre 2007, les questions posées depuis le site communautaire spécialisé en musique RamDam sont redirigées sur Lycos iQ.

## Concurrence
Lycos iQ est un concurrent de Yahoo! Questions/Réponses.

## Folklore
Les membres actifs du site utilisaient systématiquement le mot-clé rutabaga.